# 麻屯镇
麻屯镇，是中华人民共和国河南省洛陽市孟津区下辖的一个乡镇级行政单位。

## 行政区划
麻屯镇下辖以下地区：
麻屯村、薄姬岭村、杨树湾村、柏树沟村、下凹村、韩庄村、霍村、潘沟村、任屯村、庄沟村、林沟村、董村、后楼村、前楼村、聂屯村、李营村、水泉村、卢村、王家村、宋家岭村、单寨村、上河村、下河村、杨岭村和庙后村。